# NGC 4428-2
NGC 4428-2 este o galaxie situată în constelația Fecioara. A fost descoperită în  de către .